# Dryświaty (jezioro)
Dryświaty (lit. Drūkšiai, biał. Дрысвяты, Dryswiaty ros. Дрисвяты, Driswiaty) – jezioro na granicy Litwy i Białorusi, największe na Litwie. Wspomagało działanie elektrowni jądrowej Ignalino, która leży na południowym brzegu jeziora.
Powierzchnia jeziora wynosi 44,79 km², maksymalna głębokość wynosi 33 m, a średnia 7,6 m.